# Diocese de Tallinn
A Diocese de Tallinn é uma circunscrição eclesiástica da Igreja Católica localizada em Tallinn, na Estônia, estando imediatamente sujeita à Santa Sé. Seu atual bispo é Philippe Jean-Charles Jourdan. Sua Sé é a Catedral de Santos Pedro e Paulo de Tallinn.
A diocese abrange todo o território do país e possui 10 paróquias, servidas por 13 padres, abrangendo uma população de 1.390.000 habitantes, com 0,5% da dessa população jurisdicionada batizada (6.800 católicos), em 2022.

## História
Tallinn foi durante séculos a sede da diocese de Reval (Reval foi o nome de Tallinn até ao final da Primeira Guerra Mundial) mas esta foi suprimida com a afirmação do protestantismo na Estônia e em geral na região do Báltico. Posteriormente, a partir do final do século XVIII, as comunidades católicas foram reformadas na Estônia sob a arquidiocese de Mogilёv (hoje arquidiocese de Minsk-Mahilëŭ).
Em 1 de novembro de 1924 foi erigida a administração apostólica da Estônia pelo Papa Pio XI, obtendo o território da arquidiocese de Riga.
Em 1941, o administrador apostólico Eduard Profittlich foi preso, transferido para a prisão de Kirov, na União Soviética, e condenado a fuzilamento por espionagem para a Alemanha; faleceu em 22 de fevereiro de 1942, antes da execução da pena. A partir desse momento a sé permaneceu vaga por cinquenta anos.
Em 1992, o Papa João Paulo II confiou a sé ao núncio apostólico na Estônia, enquanto a partir de 1 de abril de 2005 voltou a ter o seu próprio bispo.
Recebeu as visitas apostólicas do Papa João Paulo II em 1993 e do Papa Francisco em 2018.
A administração apostólica foi elevada a diocese em 26 de setembro de 2024 pelo Papa Francisco, estando imediatamente sujeita à Santa Sé.

## Prelados
|                             | Nome                          | Período     | Notas         |
| Bispos                      | Bispos                        | Bispos      | Bispos        |
| --------------------------- | ----------------------------- | ----------- | ------------- |
| 1.º                         | Philippe Jean-Charles Jourdan | 2024 -      |               |
| Administradores apostólicos |                               |             |               |
| 6.º                         | Philippe Jean-Charles Jourdan | 2005 - 2024 | Nomeado bispo |
| 5.º                         | Peter Stephan Zurbriggen      | 2001 - 2005 |               |
| 4.º                         | Erwin Josef Ender             | 1997 - 2001 |               |
| 3.º                         | Justo Mullor García           | 1992 - 1997 |               |
| 2.º                         | Eduard Profittlich, S.J.      | 1931 - 1942 |               |
| 1.º                         | Antonino Zecchini, S.J.       | 1924 - 1931 |               |